# Laurence Thoms
Laurence Thoms (Suva, 26 de marzo de 1980) es un esquiador alpino de Fiyi que participó en los Juegos Olímpicos de 'Salt Lake City 2002 en Salt Lake City representando a Fiyi. Abanderó la bandera de su país en la ceremonia se inauguración al ser el único representante. Fue el primer isleño del pacífico en clasificarse para los Juegos Olímpicos de invierno por sus propios méritos, sin usar la Tarjeta de invitación Ha trabajado más tarde como instructor de ski en Nueva Zelanda.